# La Bretonnière-la-Claye
La Bretonnière-la-Claye – miejscowość i gmina we Francji, w regionie Kraj Loary, w departamencie Wandea. Gmina powstała w 2000 roku z połączenia gmin La Bretonnière i Claye.
Według danych na rok 1990 gminę zamieszkiwały 403 osoby, a gęstość zaludnienia wynosiła 31 osób/km² (wśród 1504 gmin Kraju Loary La Bretonnière-la-Claye plasuje się na 907. miejscu pod względem liczby ludności, natomiast pod względem powierzchni na miejscu 870.).